# Ardakan (Fars)
Ardakan (pers. اردكان) – miasto w Iranie, w ostanie Fars. W 2006 roku miasto liczyło 16 212 mieszkańców w 3534 rodzinach.